# National Hockey League 1951/1952
National Hockey League 1951/1952 var den 35:e säsongen av NHL. 6 lag spelade 70 matcher i grundserien innan Stanley Cup inleddes den 25 mars 1952. Stanley Cup vanns av Detroit Red Wings som tog sin 5:e titel efter finalseger mot Montreal Canadiens med 4-0 i matcher.
Gordie Howe, Detroit Red Wings, vann poängligan för andra året i rad på 86 poäng (47 mål + 39 assist).

## Grundserien
| Nr | Lag                 | S  | V  | O  | F  | GM  | IM  | MS  | P   |
| -- | ------------------- | -- | -- | -- | -- | --- | --- | --- | --- |
| 1  | Detroit Red Wings   | 70 | 44 | 12 | 14 | 215 | 133 | +82 | 100 |
| 2  | Montreal Canadiens  | 70 | 34 | 10 | 26 | 195 | 164 | +31 | 78  |
| 3  | Toronto Maple Leafs | 70 | 29 | 16 | 25 | 168 | 157 | +11 | 74  |
| 4  | Boston Bruins       | 70 | 25 | 16 | 29 | 162 | 176 | −14 | 66  |
| 5  | New York Rangers    | 70 | 23 | 13 | 34 | 192 | 219 | −27 | 59  |
| 6  | Chicago Black Hawks | 70 | 17 | 9  | 44 | 158 | 241 | −83 | 43  |

## Poängligan 1951/1952
Not: SM = Spelade matcher, M = Mål, A = Assists, Pts = Poäng
| Spelare     | Lag                 | SM | M  | A  | Pts |
| ----------- | ------------------- | -- | -- | -- | --- |
| Gordie Howe | Detroit Red Wings   | 70 | 47 | 39 | 86  |
| Ted Lindsay | Detroit Red Wings   | 70 | 30 | 39 | 69  |
| Elmer Lach  | Montreal Canadiens  | 70 | 15 | 50 | 65  |
| Don Raleigh | New York Rangers    | 70 | 19 | 42 | 61  |
| Sid Smith   | Toronto Maple Leafs | 70 | 27 | 30 | 57  |

## Slutspelet 1952
4 lag gjorde upp om Stanley Cup-pokalen, matchserierna avgjordes i bäst av sju matcher.
Semifinaler
Detroit Red Wings vs. Toronto Maple Leafs
| Datum   | Hemma               | Mål | Borta               | Mål |
| ------- | ------------------- | --- | ------------------- | --- |
| 25 mars | Detroit Red Wings   | 3   | Toronto Maple Leafs | 0   |
| 27 mars | Detroit Red Wings   | 1   | Toronto Maple Leafs | 0   |
| 29 mars | Toronto Maple Leafs | 2   | Detroit Red Wings   | 6   |
| 1 april | Toronto Maple Leafs | 1   | Detroit Red Wings   | 3   |

Detroit Red Wings vann semifinalserien med 4-0 i matcher
Montreal Canadiens vs. Boston Bruins
| Datum   | Hemma              | Mål | Borta              | Mål | Not      |
| ------- | ------------------ | --- | ------------------ | --- | -------- |
| 25 mars | Montreal Canadiens | 5   | Boston Bruins      | 1   |          |
| 27 mars | Montreal Canadiens | 4   | Boston Bruins      | 0   |          |
| 30 mars | Boston Bruins      | 4   | Montreal Canadiens | 1   |          |
| 1 april | Boston Bruins      | 3   | Montreal Canadiens | 2   |          |
| 3 april | Montreal Canadiens | 0   | Boston Bruins      | 1   |          |
| 6 april | Boston Bruins      | 2   | Montreal Canadiens | 3   | SD 27.49 |
| 8 april | Montreal Canadiens | 3   | Boston Bruins      | 1   |          |

Montreal Canadiens vann semifinalserien med 4-3 i matcher

## Stanley Cup-final
Detroit Red Wings vs. Montreal Canadiens
| Datum    | Hemma              | Mål | Borta              | Mål | Spelplats                |
| -------- | ------------------ | --- | ------------------ | --- | ------------------------ |
| 10 april | Montreal Canadiens | 1   | Detroit Red Wings  | 3   | Forum, Montreal          |
| 12 april | Montreal Canadiens | 1   | Detroit Red Wings  | 2   | Forum, Montreal          |
| 13 april | Detroit Red Wings  | 3   | Montreal Canadiens | 0   | Detroit Olympia, Detroit |
| 15 april | Detroit Red Wings  | 3   | Montreal Canadiens | 0   | Detroit Olympia, Detroit |

Detroit Red Wings vann finalserien med 4-0 i matcher

## NHL awards
| 1951–52 NHL awards         | 1951–52 NHL awards                   |
| -------------------------- | ------------------------------------ |
| Prince of Wales Trophy:    | Detroit Red Wings                    |
| Art Ross Memorial Trophy:  | Gordie Howe, Detroit Red Wings       |
| Calder Memorial Trophy:    | Bernie Geoffrion, Montreal Canadiens |
| Hart Memorial Trophy:      | Gordie Howe, Detroit Red Wings       |
| Lady Byng Memorial Trophy: | Sid Smith, Toronto Maple Leafs       |
| Vezina Trophy:             | Terry Sawchuk, Detroit Red Wings     |

## All-Star
| Första                           | Position | Andra                               |
| -------------------------------- | -------- | ----------------------------------- |
| Terry Sawchuk, Detroit Red Wings | M        | Jim Henry, Boston Bruins            |
| Red Kelly, Detroit Red Wings     | B        | Hy Buller, New York Rangers         |
| Doug Harvey, Montreal Canadiens  | B        | Jimmy Thomson, Toronto Maple Leafs  |
| Elmer Lach, Montreal Canadiens   | C        | Milt Schmidt, Boston Bruins         |
| Gordie Howe, Detroit Red Wings   | HF       | Maurice Richard, Montreal Canadiens |
| Ted Lindsay, Detroit Red Wings   | VF       | Sid Smith, Toronto Maple Leafs      |